# 4 janvier 1975
Le samedi 4 janvier 1975 est le 4e jour de l'année 1975.

## Naissances
- Dominique Martin Saatenang, sportif de haut niveau, arbitre international et chorégraphe de spectacle français d'origine camerounaise
- Ewa Larysa Krause (morte le 12 janvier 1997), judoka polonaise
- Jill Marie Jones, actrice  américaine
- Mickaël Serreau, joueur de football français
- Raúl Duany, athlète cubain, spécialiste du décathlon
- Sébastien Betbeder, réalisateur et scénariste français
- Sandra Kiriasis, pilote de bobsleigh allemande
- Sara Indrio, chanteuse et actrice danoise
- Shane Carwin, pratiquant américain d'arts martiaux mixtes

## Décès
- Alfred Letourneur (né le 25 juillet 1907), coureur cycliste français
- André Léotard (né le 3 septembre 1907), homme politique français
- Bob Montana (né le 23 octobre 1920), dessinateur américain
- Carlo Levi (né le 29 novembre 1902), peintre italien
- Pierre de La Coste-Messelière (né le 3 mars 1894), archéologue français

## Événements
- Indira Gandhi fait interdire 26 organisations politiques[1].
- Attentat à Jérusalem : 14 morts et 64 blessés[1].